# Что скажет Марта
«Что ска́жет Ма́рта» (англ. Martha Speaks) — американо-канадско-филиппинский детский мультсериал. Первая серия вышла 1 сентября 2008 года.

## Целевая аудитория
Целевая аудитория мультсериала — дети от 4 до 7 лет. Цель — расширить их словарный запас.

## Сюжет
Главная героиня — собака Марта, которая однажды съела алфавитный суп и обрела дар речи. Сериал показывает приключения Марты и её хозяев.
Одна серия длится полчаса, в каждой серии по две истории. Каждая история строится вокруг нескольких ключевых слов, с которыми собачка будет знакомить смотрящих передачу детей. Смотря в камеру и обращаясь к зрителям, она объясняет значение нового слова. Затем, чтобы дети им получше овладели, оно используется в диалогах.

## Роли озвучивали
- Табита Сен-Жермен — Марта
- Мадлен Питерс — Хелен
- Джей Ти Тёрнер — рассказчик

## Эпизоды
| Сезон | Сезон | Эпизоды | Премьера сезона  | Финал сезон    |
| ----- | ----- | ------- | ---------------- | -------------- |
|       | 1     | 40      | 1 сентября 2008  | 17 июля 2009   |
|       | 2     | 15      | 14 сентября 2009 | 14 мая 2010    |
|       | 3     | 15      | 11 октября 2010  | 3 октября 2011 |
|       | 4     | 10      | 20 февраля 2012  | 5 апреля 2013  |
|       | 5     | 8       | 24 июня 2013     | 14 ноября 2013 |
|       | 6     | 8       | 31 марта 2014    | 18 ноября 2014 |

## Награды и номинации
Мультсериал номинировался на ряд наград и премий.
| Список наград и номинаций мультсериала «Что скажет Марта» | Список наград и номинаций мультсериала «Что скажет Марта» | Список наград и номинаций мультсериала «Что скажет Марта» | Список наград и номинаций мультсериала «Что скажет Марта» | Список наград и номинаций мультсериала «Что скажет Марта» |
| Награды/Премии                                            | Год                                                       | Категория                                                 | Результат                                                 |                                                           |
| --------------------------------------------------------- | --------------------------------------------------------- | --------------------------------------------------------- | --------------------------------------------------------- | --------------------------------------------------------- |
| BTVA                                                      | 2015                                                      | Лучшая озвучка (женщины)                                  | Номинация                                                 |                                                           |
| Дневная премия «Эмми»                                     | 2014                                                      | Лучший сценарий в анимационной программе                  | Номинация                                                 | [ 5 ]                                                     |
| Дневная премия «Эмми»                                     | 2013                                                      | Лучший сценарий в анимационной программе                  | Номинация                                                 |                                                           |
| Дневная премия «Эмми»                                     | 2012                                                      | Лучший сценарий в анимационной программе                  | Номинация                                                 |                                                           |
| Дневная премия «Эмми»                                     | 2011                                                      | Лучшая режиссерская работа в анимационной программе       | Номинация                                                 |                                                           |
| Премия Лео                                                | 2010                                                      | Лучшее музыкальное сопровождение                          | Победа                                                    | [ 6 ]                                                     |
| Премия Лео                                                | 2010                                                      | Лучшее музыкальное сопровождение                          | Номинация                                                 |                                                           |
| Молодой актёр                                             | 2009                                                      | Лучший актер дубляжа анимационных фильмов                 | Номинация                                                 | [ 7 ]                                                     |